# Ruta Provincial 116
La Ruta Provincial 116 es una ruta no pavimentada, ubicada en el sudeste de la Provincia de Catamarca, Argentina.
La ruta comienza en la ciudad de Recreo en su intersección con la ruta nacional 157. Desde ahí se dirige al noreste, donde pasa a ser uno de los caminos consolidados de la provincia de Santiago del Estero, uniéndose finalmente con la ruta provincial 65. 
En su recorrido conecta las localidades de  Recreo y la La Suerte en su tramo inicial de oeste a este. Luego cambia su rumbo hacia el noreste, bordeando las Salinas de Ambargasta y pasando por los parajes de La Vuelta, Jumi Pozo, Campo Amor, Campo Grande, Santa Bárbara ya con el nombre de ruta provincial 65, para finalmente terminar en la localidad de Villa San Martín. 
En su recorrido inicial sobre la provincia de Catamarca, pasa por la planta de gas natural en su recorrido hacia el norte.
- Datos: Q125808035